# Salvador Planas y Virella
Salvador Planas y Virella (también Salvador Planas o Salvador Planas Virelles, según las fuentes), (Sitges, 1881 -  ?) fue un anarquista español, que atentó fallidamente contra la vida del presidente de Argentina, Manuel Quintana.

## Vida
Nació en la ciudad catalana de Sitges en 1881, fue tipógrafo y litógrafo de profesión. Emigró a la Argentina y trabajó en Buenos Aires en diversos talleres gráficos, entre los cuales se destaca el de la publicación anarquista La Protesta. El 24 de noviembre de 1904 fue despedido del taller en el que trabajaba, y fue arrestado, interrogado y liberado.

## El atentado
El 11 de agosto de 1905 atentó contra el presidente Quintana, pero no pudo realizar su cometido debido a un fallo en la pistola que utilizó. Planas declaró que actuó en soledad y que su motivación era vengar a los obreros asesinados durante la manifestación del 21 de mayo de ese año. Fue detenido y durante el juicio en septiembre de 1907 la defensa alegó inestabilidad mental.
Su accionar fue reivindicado por la prensa anarquista, y se editó en 1907 un folleto escrito por Roberto Bunge explicando el caso: Justicia para Salvador Planas.
Fue condenado a 10 años de prisión por tentativa de homicidio. El 6 de enero de 1911, huyó de la Penitenciaria Nacional de Buenos Aires junto al anarquista Francisco Solano Regis, que había atentado contra el presidente José Figueroa Alcorta, sucesor de Quintana. Se cree que Simón Radowitzky también estaba involucrado en la fuga, pero había sido trasladado horas antes a la imprenta de la cárcel.
Luego  de la fuga, se estima que se refugió en Montevideo. La justicia argentina nunca más pudo dar con Planas.